# Ниффассилк-Лафто
Ниффассилк-Лафто — один из десяти районов Аддис-Абебы, столицы Федеративной Демократической Республики Эфиопии. По состоянию на 2011 год, население района составляло 335740 человек.

## География
Район расположен в юго-западной части города. Он граничит с районами Колфэ-Кэранио, Лидэта, Киркос, Боле и Акаки-Калити.